# Giroflée des dunes
Matthiola sinuata
Espèce
Classification phylogénétique
La Giroflée des dunes ou Matthiole à feuilles sinuées (Matthiola sinuata) est une espèce de plante herbacée bisannuelle de la famille des Brassicaceae poussant sur les sables des côtes méditerranéenne et atlantique.

## Phytonymie
Matthiola doit son nom à Pierandrea Mattioli. Giroflée est le féminin substantivé de l'adjectif « giroflé », ses fleurs étant censées dégager une odeur de clou de girofle.
Cette plante porte également les noms vernaculaires de  Matthiole blanchâtre, Matthiole sinuée (allusion aux sinus de ses feuilles), Giroflée rouge ou Julienne des sables.

## Description

### Appareil végétatif
C'est une plante psammophyte buissonnante laineuse (nombreux poils glanduleux qui favorisent la limitation de la perte d'eau et réduisent le dessèchement par le vent en le freinant fortement) de 15 cm à 60 cm de hauteur, aux tiges très feuillées à la base, à rameaux étalés. Elle présente une hétérophyllie marquée : les feuilles inférieures sont sinuées-dentées ou pennatifides, les supérieures linéaires-lancéolées

### Appareil reproducteur
Organes reproducteurs
La floraison a lieu d'avril à septembre.
- Type d'inflorescence : racème simple
- répartition des sexes : hermaphrodite
- Fleurs purpurines, rarement blanches, rose à mauve pâle à quatre pétales assez étroits formant une croix. Elles sont odorantes le soir
- Type de pollinisation : entomogame

Graine
- Type de fruit : silique ne dépassant pas 1 cm, étalée-dressée, comprimée, tomenteuse et rude-glanduleuse, contenant des graines ovales, largement ailées
- Mode de dissémination : anémochore

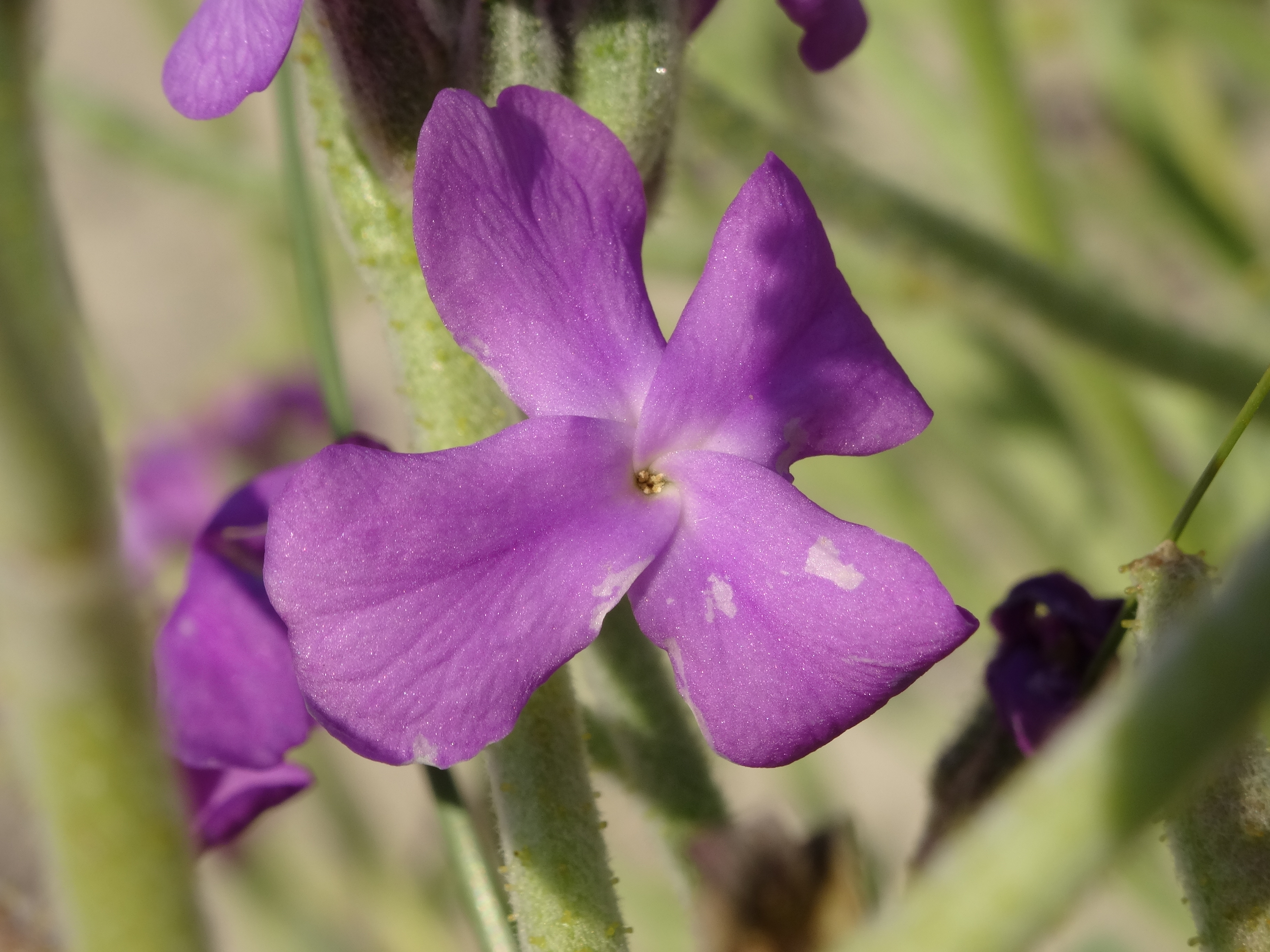
Fleur.
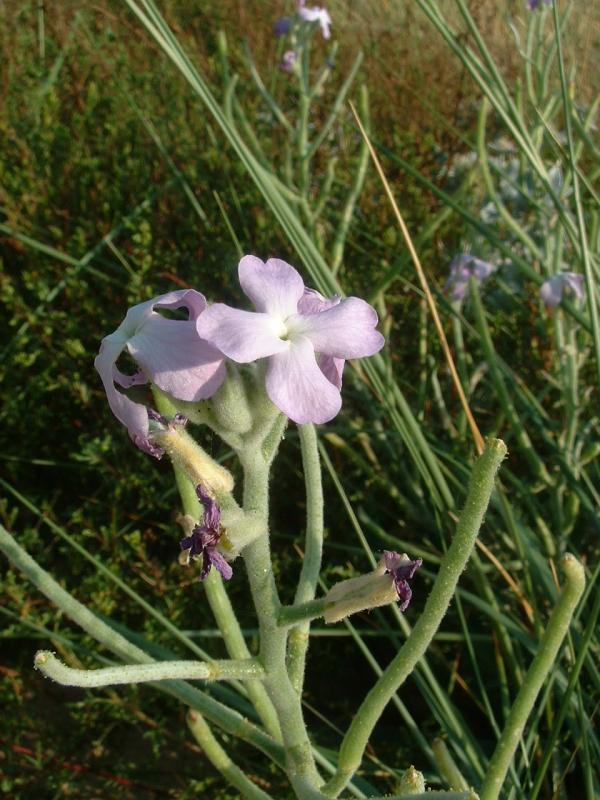
Fleurs et fruits.
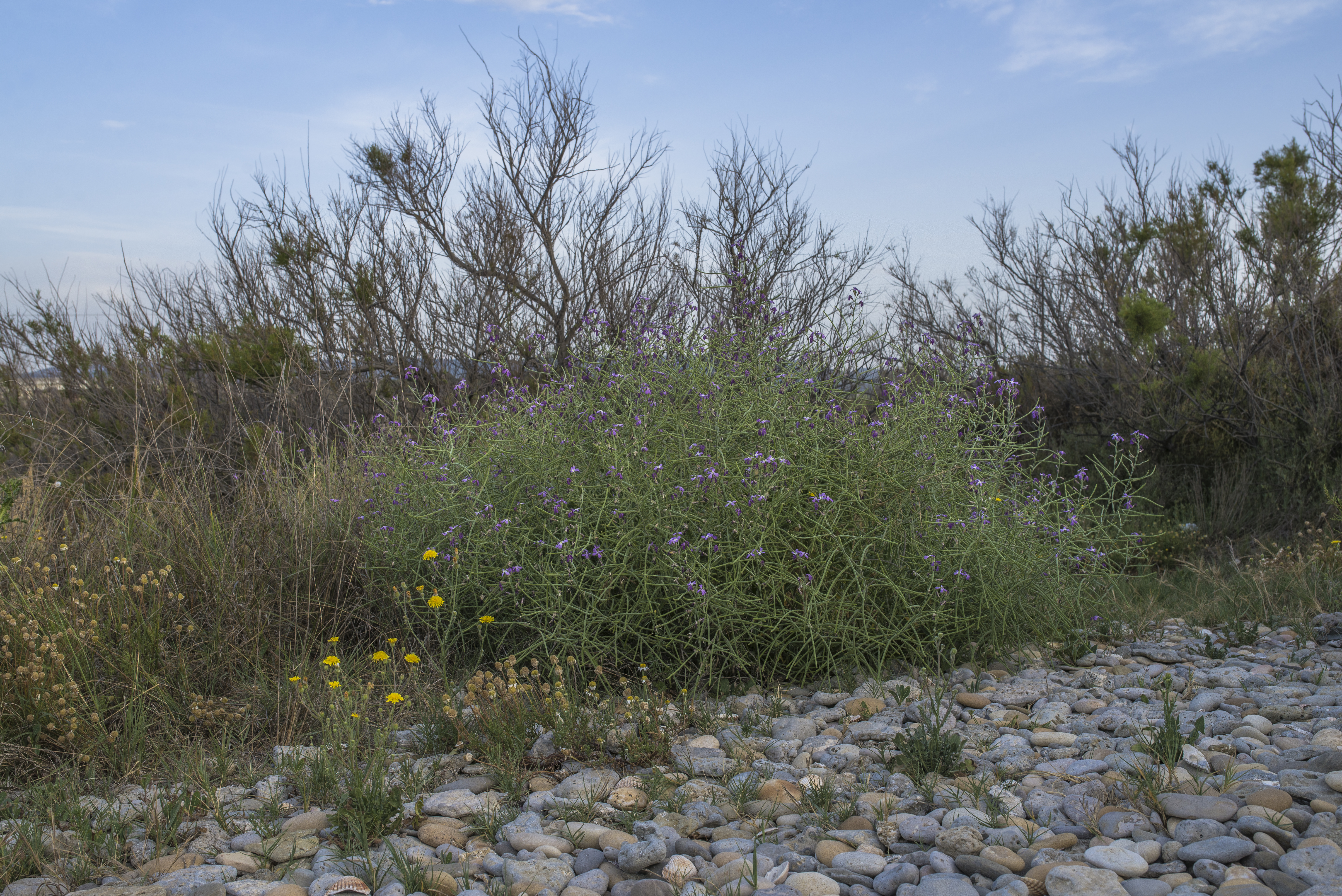
Dans une zone de galets du littoral à Vic-la-Gardiole.

## Habitat et répartition
Cette hémicryptophyte pousse en pieds isolés sur le haut de plage et surtout dans les arrière-dunes et les creux dunaires (dunes submaritimes vivaces thermophiles).
L'aire de répartition est méditerranéenne-atlantique.

## Sous-espèces
- Matthiola sinuata (L.) R.Br. subsp. ligurica (Conti) Vierh., des dunes méditerranéennes.
- Matthiola sinuata (L.) R.Br. subsp. sinuata, des dunes méditerranéennes et atlantiques.

Données d'après: Julve, Ph., 1998 ff. - Baseflor. Index botanique, écologique et chorologique de la flore de France. Version : 23 avril 2004. 